# Der Kilometerfresser
Der Kilometerfresser ist ein österreichischer Kulturfilm mit Spielfilmhandlung von Karl Imelski. Er wurde im Sommer 1923 gedreht und hatte im Juni 1925 in der Wiener Urania Premiere. Dieser Stummfilm führt den Titelhelden mit seinem Motorrad von Österreich aus durch Italien die Schweiz, den Balkan und die Tschechoslowakei.

## Handlung
Silvester 1923 im Sportclub: Klubmoderator und Sportsmann Ernest folgt dem alten Brauch des Bleigießens, heraus kommt ein undefinierbares Bleioraktel. Sein Freund, ein Journalist, deutet das Orakel folgendermaßen: Ein Ruder! Ein Eispickel! Ein Motorrad! Das bedeutet für Ernest, dass er eine Tour über 6000 Kilometer zu Lande, zu Wasser und im Gebirge hinter sich bringen muss. Einige Monate später werden Route und Bedingungen festgelegt. Ausgangspunkt der 15-tägigen Tour soll Luzern sein und Wien der Endpunkt. Und so startet Ernest sein Abenteuer am 15. August um 10:00 Uhr vormittags. Mit seinen Clubkollegen hat er zuvor gewettet, dass er die festgelegte Strecke quer durch Mitteleuropa binnen der festgelegten Zeit auf seinem Norton-Motorrad zurücklegen könne und zudem den Großvenediger besteigen und zum krönenden Abschluss auf der Donau durch die Wachau nach Wien rudern werde.
Selbstverständlich verlangen die Sportkameraden, dass die Einhaltung der Reiseroute durch den Balkan, über die Steiermark nach Pilsen, ins Hochgebirge auf den Großvenediger und anschließender Rudertour durch die Wachau nach Wien überwacht und kontrolliert wird, damit Ernest keine unerlaubten Abkürzungen nimmt. Diese Aufgabe fällt Ernests Journalistenfreund zu, der darüber wachen soll, dass alles mit rechten Dingen zugeht. Da auch der Spaß nicht zu kurz kommen soll, spielen sich die beiden Männer gegenseitig kleine Streiche. Nichtsdestotrotz bringt Ernest alle festgelegten Punkte der Reise hinter sich und erreicht pünktlich Wien und gewinnt damit die Wette.

## Produktion

### Hintergrund
Das Volksbildungshaus Wiener Urania wollte auch den Film als volksbildnerisches Medium nutzen, nachdem man bereits mit Lichtbildvorträgen auf entsprechende Erfolge verweisen konnte. Rein dokumentarische Kulturfilme brachten nicht die erhoffte Resonanz beim Publikum, weshalb man versuchte, die dokumentarischen Inhalte mit einer Spielfilmhandlung zu verknüpfen. Im Stil von In 80 Tagen um die Welt bildet auch in diesem Film eine Wette den Anlass, eine längere Reise zu schildern. Der Film zeigt Landschaften, Städte, Denkmäler und Brauchtum entlang der Reiseroute durch Österreich, Italien, den Balkan und die Tschechoslowakei.
Der Regisseur des Films Karl Imelski hatte mit dem Hauptdarsteller, dem Sportsmann Ernst Ganauser, bereits 1922 den Kulturfilm König Dachstein gedreht. Der Kilometerfresser ist laut eigener Aussage „ein Film aus fünf Ländern in sechs Akten (Österreich 1923/24)“.

### Kamera, Schnitt
Die Kameraarbeit von Willy Winterstein stellt die Sehenswürdigkeiten entlang der Strecke im Stile von Postkartenmotiven dar, was bei diesem Kulturfilm, der wichtige Stationen in Mitteleuropa zeigen sollte, ein wichtiges gestalterisches Element ist. Unter anderem bietet der Film historische Blicke auf Luzern, Bodensee, Bregenz, Innsbruck, Lech, das Montafonertal, Brixen, den Brennerpass, Bozen, Trient, Riva del Garda, den Gardasee, Mailand, Pisa, Florenz, Genua, Viareggio, Venedig, Dubrovnik, Split, Ragusa (Dubrovnik), die Kerka-Fälle, Sarajevo, Belgrad, Görz, Graz, Linz, Salzburg, Admont, Prag, Pilsen, Eger, Karlsbad, die Wachau, der Großvenediger, Wien und vieles mehr.
Es gab je eine eigene Schnittfassung des Films für den deutschen und den österreichischen Verleih sowie eine deutlich längere Fassung für die Wiener Urania. Dort wurde jeder der damals sieben Akte mit einem kurzen Vortrag eingeleitet. Die Vortragstexte sind im Österreichischen Volkshochschularchiv erhalten.

### Besonderheiten
Der Film wurde in Österreich von der Urania, in Deutschland von der Deulig verliehen. Obwohl der Film da wie dort in deutscher Sprache gezeigt wurde, weicht die Textierung der Zwischentitel in der deutschen Fassung von der österreichischen Originalfassung stellenweise merklich ab. Die Uraufführung des Films fand am 3. Juni 1925 im Volksbildungshaus der Wiener Urania in Österreich statt. Veröffentlicht wurde der Film auch in Italien.
Die Wiener Urania verlieh auch Auszüge aus dem Film für den Einsatz in Schulkinos. Der ursprüngliche erste Akt des Films, in dem die Vorgeschichte der gezeigten Reise geschildert wird, ist nach wie vor verschollen.

## Rezeption

### Kritik
Von der Kritik wurde der Film wohlwollend aufgenommen und in Österreich und Deutschland auch mit kommerziellem Erfolg in die Kinos gebracht.
Auf der Seite Wien ORF hieß es zum Film, als moderner Phileas Fogg zeige Ernest auf der 6.000 Kilometer langen Tour ganz nebenbei authentisches Brauchtum, Landschaft, Menschen und Mahnmale des Weltkrieges. Kino diene den Wiederentdeckern des Films zufolge hier „der Völkerverständigung, Bildung und Unterhaltung“.
Die Seite Orchester Filmharmonie lobte, dass es bei dieser Filmwette zwei Sieger gebe, nämlich Ernest, der seine Wette gewinne – und das Publikum, „das in wunderbar photographierten, authentischen Bildern Städte, Sehenswürdigkeiten und Bräuche entlang der 6.000 km langen Strecke zu sehen bekomme – und das noch dazu in sehr unterhaltsamer Form eines Reisefilms“. Dieser „sehenswerte Film“ sei „eine nostalgische Reise durch die Vergangenheit“.

### Restaurierung
Der Film galt jahrzehntelang als verschollen, wurde durch Zufall im Lager eines Wiener Antiquitätenhändlers wieder aufgefunden und als Der Kilometerfresser identifiziert. Der viragierte Film wurde 2004 vom Filmarchiv Austria restauriert.
Zu diesem Film ist keine Originalmusik erhalten. Die erste Vertonung für Orchester wurde 2007 von Florian C. Reithner im Auftrag des Orchester Filmharmonie komponiert und ist auch auf DVD erhältlich.